# Afrospasta
Afrospasta là một chi bọ cánh cứng trong họ Meloidae.
Chi này được Bologna miêu tả khoa học năm 1995.

## Các loài
Chi này gồm các loài:
- Afrospasta borana Bologna, 1995